# Mírmex
En la mitología griega Mírmex, Mirmex o Mírmeco (en griego Μύρμηξ, Mýrmēx) es un personaje, ora femenino, ora masculino, que tiene relación etiológica con la «hormiga».

### Versión de Servio
Mírmex era una doncella del Ática, amada por Atenea por su castidad e inteligencia. Cuando la diosa inventó el arado, la muchacha se jactó de haberlo descubierto ella misma, por lo que fue metamorfoseada en hormiga, que desde entonces llevó su nombre. El lenguaje y estilo de narración entre Mírmex y Atenea se asemeja mucho al de una relación amorosa.

### Versión de Robert Graves
La leyenda tesalia de Mirmex es un simple mito de origen: los mirmidones de Ftiótide pretendían ser autóctonos, como son las hormigas y mostraban tal lealtad a las leyes de su sacerdotisa, la reina Hormiga, que el representante heleno de Zeus que se casó con ella tuvo que hacerse también una hormiga honoraria. Si Mirmex era, en realidad, un título de la diosa Madre de la Grecia septentrional, podía muy bien pretender que había inventado el arado, porque la agricultura había sido establecida por inmigrantes del Asia Menor antes que los helenos llegaran a Atenas.

### Versión de Filócoro
Mírmex fue el padre de Mélite, una muchacha que dio su nombre al demo de Mélite. Mélite fue una de las amantes de Heracles.

### Versión de Clemente
Otros dicen que el esposo de Eurimedusa era un tal Mírmex o Mírmeco, y que Zeus tomó la forma de Mírmex para ayuntarse con la muchacha; sea como fuere, se mantiene la misma etimología de Mirmidón.